# Hold Me to This
Hold Me to This: Christopher O'Riley Plays Radiohead — другий триб'ют-альбом американського класичного піаніста Крістофера О'Райлі, присвячений пісням рок-гурту Radiohead; першим був альбом True Love Waits. Як і попередній альбом О'Райлі, Hold Me To This досліджує широкий спектр творчості Radiohead, створюючи фортепіанні аранжування складних треків, таких як «2 + 2 = 5», «Like Spinning Plates» та «Paranoid Android». Альбом виданий 12 квітня 2005 року лейблом World Village.

## Трек-лист
Всі пісні написані Radiohead (Колін Ґрінвуд, Джонні Ґрінвуд, Ед О'Браєн, Філ Селвей і Том Йорк), аранжування Крістофера О'Райлі.
| #     | Назва                      | Тривалість |
| ----- | -------------------------- | ---------- |
| 1.    | «There There»              | 4:05       |
| 2.    | «(Nice Dream)»             | 3:40       |
| 3.    | «No Surprises»             | 3:26       |
| 4.    | «Polyethylene, Pt. II»     | 3:03       |
| 5.    | «How I Made My Millions»   | 3:22       |
| 6.    | «Like Spinning Plates»     | 3:31       |
| 7.    | «Sail to the Moon»         | 3:54       |
| 8.    | «The Tourist»              | 4:10       |
| 9.    | «Cuttooth»                 | 5:11       |
| 10.   | «2 + 2 = 5»                | 3:16       |
| 11.   | «Talk Show Host»           | 7:10       |
| 12.   | «Gagging Order»            | 3:19       |
| 13.   | «Paranoid Android»         | 5:37       |
| 14.   | «Street Spirit (Fade Out)» | 5:02       |
| 58:45 |                            |            |